# La Jeunesse illustrée
La Jeunesse illustrée est un hebdomadaire français destiné à la jeunesse, édité par la Librairie Arthème Fayard du 1er mars 1903 à juin 1935, date de son absorption par Les Belles Images. 

## Présentation
C'est l'une des premières publications françaises pour enfants à avoir privilégié le format bande dessinée en couleurs suivant un dispositif qui consiste à ouvrir le récit dès la couverture ; toutefois, ce dispositif graphique s'inscrit bien dans la lignée de l'image d'Épinal comme on peut le constater sur les premières planches. Son succès, réel, a permis d'imposer à ce média un modèle de diffusion hebdomadaire qui a existé en France pendant près de soixante ans, et qui marque encore aujourd'hui la perception de cet art.
En plus des récits sous images, y sont publiés des contes, articles et romans-feuilletons.
Fondé par Fayard en 1907, le Diabolo journal fut refondu avec La Jeunesse illustrée en 1921.
En juin 1935, le titre fusionne avec Les Belles Images et devient Les Belles images et Jeunesse illustrée, qui paraît jusqu’au 3 novembre 1936.

### Principaux collaborateurs
- Edmond-François Calvo
- Louis Denis-Valvérane
- Luc Leguey
- Marius Monnier[2]
- Mauryce Motet (1886-1963)
- Georges Omry
- Benjamin Rabier
- Maurice Radiguet
- G. Ri
- Ymer

### Documentation
- Paul Nollet et Patrice Caillot, « La Jeunesse illustrée et les Belles Images », dans Le Collectionneur de Bandes Dessinées no 18 à 20, Éditions de l'Amateur, 1979-1980
- Annie Renonciat, « Les magazines d'Arthème Fayard et la promotion de l'histoire en images « à la française » », dans 9e Art no 7, Centre national de la bande dessinée et de l'image, janvier 2002, pp. 36-43